# Albigny-sur-Saône
Albigny-sur-Saône é uma comuna francesa na Metrópole de Lyon, na região administrativa de Auvérnia-Ródano-Alpes.